# グルブッディーン・ヘクマティヤール
グルブッディーン・ヘクマティヤール (パシュトー語: ګلبدين حكمتيار、Gulbuddin Hekmatyar、1949年8月1日 - )は、アフガニスタンの政治家。軍閥・ヘズベ・イスラーミー・アフガーネスターン(HIG、通称「ヘクマティヤール派」）の創設者で、ラッバーニー政権下でアフガニスタン・イスラム国の首相(1993年6月17日 - 1994年6月28日、1996年6月 - 1996年9月)を2度務める。パシュトゥーン人でギルザイ部族連合のハロチ部族に属する。クンドゥーズ州出身。英語を含む複数の言語を操り、4人の妻と複数の子を持つ。グルブディン・ヘクマティアルとも。

## 生い立ち
1949年8月1日生まれ。ヘクマティヤールの将来を見込んだクンドゥーズのギルザイ部族長でスピンザー・コットン・カンパニーの総裁ゴラム・セルワール・ナシェールより援助を得て、1968年にカーブルの軍事学校に入学、さらにカーブル大学工学部に学んだ。ヘクマティヤールの渾名「エンジニア・ヘクマティヤール」の由来である。
しかし、在学中に彼は政治運動に身を投じるようになり、イスラム原理主義に傾倒し、反ソ連、反ダーウード色を強め、パキスタンに亡命した。
パキスタンで1975年、ヘズベ・イスラーミー・アフガーネスターン（ダリー語: حزب اسلامی افغانستان、アフガニスタン・イスラーム党）を結成。対ソ連戦における数々の戦績と、パキスタンにおける数百の男子また女子学校の建設によって名を知られ、当時のパキスタンの指導者ズィヤー・ウル・ハック将軍のお気に入りでもあった。ヘクマティヤールは反ソ連戦で精力的に活躍し、自身何度も負傷するとともに、多くの家族を失った。パキスタンのアフガニスタン難民の権利を保護するために骨を折ったことでも名を上げた。一時期、ヘクマティヤールの情報機関、Etlaat-atはパキスタンとアフガニスタンの双方に大きな影響力を有した。
ヘクマティヤール派は、2001年のターリバーン政権崩壊後にも、カーブルに散発的なロケット攻撃を続けたことで知られる。

## ソビエト連邦のアフガニスタン侵攻と内戦

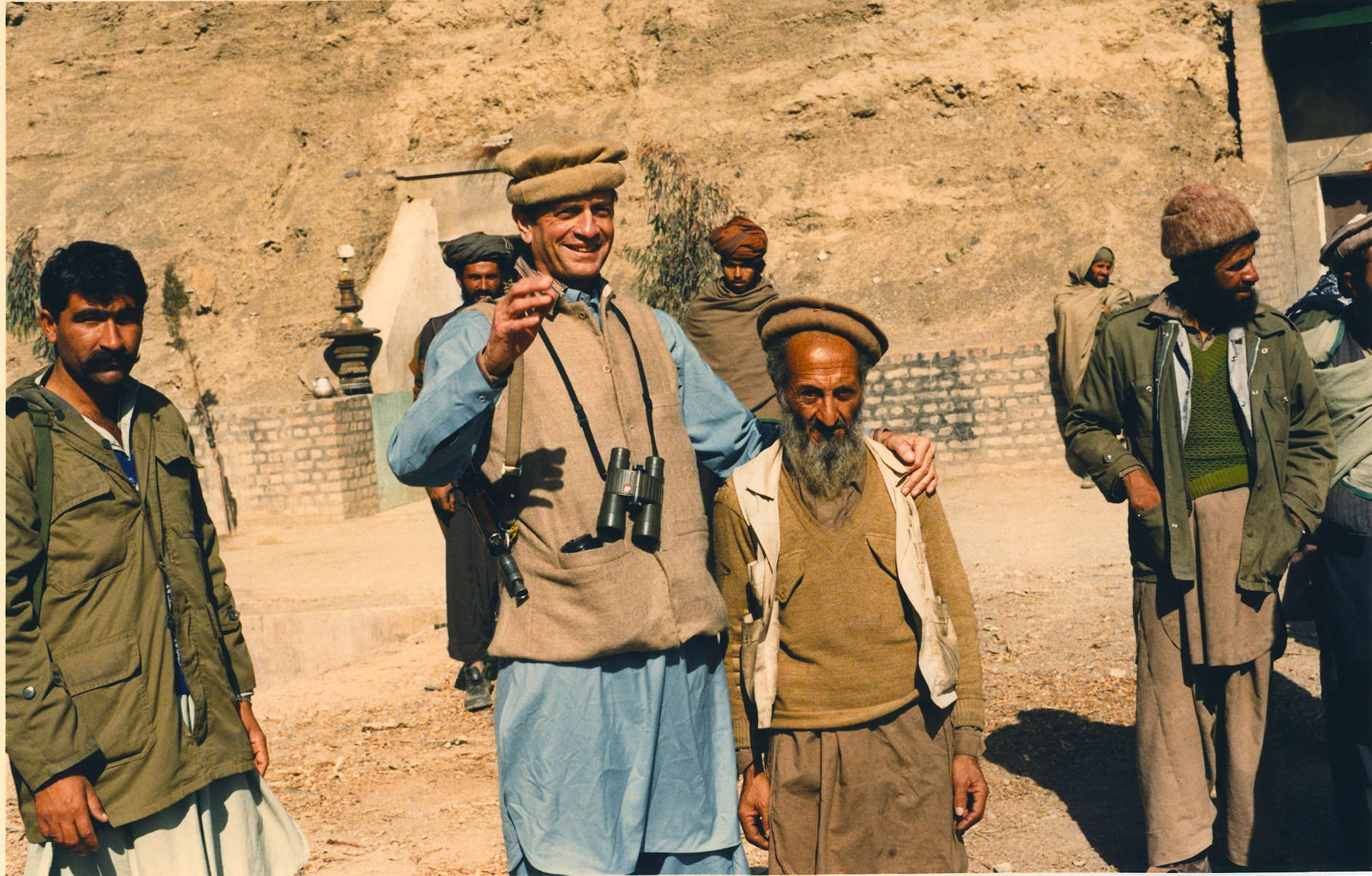
チャールズ・ウィルソンとムジャーヒディーン

ソビエト連邦のアフガニスタン侵攻の間、ISI (パキスタン軍統合情報局) からの軍事援助と、チャールズ・ウィルソンらの工作によるCIAによるISIを経由したムジャーヒディーンへの援助として、ヘクマティヤールは数百万ドルの資金を受け取った。
ISIがヘクマティヤールに秘密資金の多くを割り当てたのは、おそらく、アフガニスタンでの反ソ連戦における軍事司令官としての彼の戦績に基づいた決定であった。どの軍事司令官にどう資金を割り当てるかについては、CIAが公式には関与していなかった、ということは明記しておくべきであろう。資金や武器を誰に提供するかは、ISIが決定する事項であった。しかしながら、反ソ連戦におけるムジャーヒディーンの勝利が見えてくるようになると、ISI内部のイスラム原理主義派には、ソ連撤退後のアフガニスタンの新指導者として、同じ原理主義者のヘクマティヤールを擁立しようという気運が急速に高まった。
ソ連の侵攻中にも、ソ連撤退後の勢力争いにおいて自派を有利に導くため他派の力を削ごうと、ヘクマティヤールは国内のライバル勢力に対して盛んに攻撃を指揮した。ライバル勢力への容赦ない攻撃の例として、1976年、パキスタン国内でのアフマド・シャー・マスードのスパイ容疑による逮捕の画策に関与したことが挙げられる。
ヒズビ・イスラーミー (ヘクマティヤール派)はイスラーム主義を信奉している。また、過去に何度と無く、アフガニスタン国内のおよそすべての勢力と争ったり結んだりを繰り返している。ヒズビ・イスラーミーはパキスタンとサウジアラビアからもっとも強力な支援を受けたグループの１つで、何千人もの国外からのムジャーヒディーンを迎え入れた。この件についてのヘクマティヤールが果たした役割とターリバーンの登場については、ヒューマン・ライツ・ウォッチによる2001年10月の詳細な報告がある。
アフガニスタン・イスラム国の崩壊後、ヘクマティヤールは1992年5月25日にマスードとの和平合意に調印し、それによって首相に就任した。しかし、ムジャッディディー大統領の乗った飛行機を、ヘクマティヤールがロケット攻撃したことが非難されて、合意は破れた。翌日、ラッバーニーとマスードの属するイスラム協会と、ドスタム将軍派のイスラム民族運動は、反ヘクマティヤール派の軍事同盟を結んだ。しかし、1994年にヘクマティヤールは同盟関係を変更し、イスラム民族運動、ハザーラ人主体のシーア派勢力イスラム統一党と同盟を結んだ。そして三派の同盟はカーブルを包囲し、アフガニスタンの崩壊を食い止めるために、ラッバーニー派と戦闘を行なった。
1992年から1996年のアフガニスタン内戦の間に、このような戦闘によってカーブル市街の70パーセントが破壊され、少なくとも50,000人が死亡した。その多くが民間人である。ラッバーニーとヘクマティヤールは、1996年9月にターリバーンがカーブルに入城するほんの数ヶ月前、ようやく和平を結びヘクマティヤールは首相に就いたが、彼らがもたらした荒廃と分裂のために、易々とターリバーンによる制圧を許すことになった。ヘクマティヤールはイランに亡命し、同地でイスラム党の活動を継続した。

## アメリカ同時多発テロ事件以後の活動
2001年9月18日、ヘクマティヤールはアメリカのアフガニスタン侵攻に反対の意を表し、アメリカに同盟するパキスタンに警告を発した。アフガニスタン侵攻によってターリバーン政権が崩壊した後も、ヘクマティヤールは国際連合が仲介した2001年12月5日の和平合意を拒否する姿勢を明確にし、ドイツで締結されたこの和平合意は、アフガニスタンにアメリカの傀儡政権をもたらすことになる、と述べた。
2002年2月10日、イランにおけるイスラーム党のオフィスがすべて閉鎖され、ヘクマティヤール自身もイランから追放された。その後の彼の行方は明らかでない。
ターリバーンが再結集しアメリカと戦闘するのを扶助している、とヘクマティヤールはアメリカによって非難されている。また、アメリカ軍兵士の殺害に報奨金を拠出している科でも非難されている。アメリカに支援を受けている、カルザイ大統領の暫定政府のメンバーからも、戦争犯罪者として繰り返し名指しされた。2002年9月5日の、10名余の死者を出したカルザイ大統領暗殺未遂事件の背後にいたことも疑われている。
複数の報道でチュニジア国内に潜伏中とされたが、2002年5月のアメリカ政府の発表では、カーブル近郊でCIAがプレデター無人偵察機によってヘクマティヤールを狙撃したものの、彼は難を逃れた。
同年9月、ヘクマティヤールは、アメリカに対するジハードを呼びかけるメッセージを録音したテープを公開した。
同年12月25日、ヘクマティヤールがアルカーイダの構成員になろうとしていることがアメリカの諜報機関によって明らかにされた、と伝えるニュースが流れた。同ニュースによると、自分はアルカーイダを援助することができる、とヘクマティヤールは語ったと言う。しかし、翌2003年9月1日に公開されたビデオテープでは、彼はアフガニスタンに展開するアメリカと多国籍軍への攻撃は賞賛したものの、ターリバーンあるいはアルカーイダとの同盟は否定した。
2003年10月1日、ヘクマティヤールはジャラーラーバード、クナル、ローガル、スロビの地方司令官との停戦を宣言し、これらの司令官は外国人とだけ戦うべきだと述べた。
2006年5月、ヘクマティヤールはアルジャジーラにビデオテープを公開し、アフガニスタンの紛争でアメリカを支援しているとイランを非難し、ウサーマ・ビン＝ラーディンの側に立って戦闘を行なう用意があることを表明、また、パレスチナ、イラク、アフガニスタンで現在生じている紛争におけるアメリカの関与を糾弾した。
2006年9月、ヘクマティヤールが捕縛されたと報道があったが、これは後に否定された。
2006年12月、パキスタン国内でビデオテープを公開し、「(ムジャーヒディーンに敗北した)ソビエト連邦と同じ運命にアメリカも遭う」と述べた。
2007年1月CNNは「5年前ウサーマ・ビン＝ラーディンがトラボラの山岳地帯から脱出するのを自派の兵士が手伝った」とヘクマティヤールが述べたと報道し、またBBCもGEO TVによるインタビューの引用によって「彼ら (ビン＝ラーディンとザワーヒリー) が洞穴から出て安全な場所に逃れるのを我々が助けた」とヘクマティヤールの発言を伝えた。
2019年アフガニスタン大統領選挙に出馬。2021年8月に再びターリバーン政権が樹立された。
2022年12月2日、ヘクマティヤールが滞在していたカーブルのモスク近くにあった車が爆発し、ヘクマティヤール自身は難を逃れたが護衛1人が死亡したほか、2人がけがを負った。自爆テロ犯とみられる2人組はモスクに入ろうとしたところを銃撃戦の末に殺害されている。